# Elektrizitätswerk der Stadt Zürich
Das Elektrizitätswerk der Stadt Zürich (ewz) ist seit der Gründung 1892 in Zürich für die Stromversorgung verantwortlich. Das ewz ist als Institut des öffentlichen Rechts organisatorisch dem Departement der Industriellen Betriebe (DIB) als Dienstabteilung unterstellt.
Das ewz betreibt eigene Kraftwerke, hält Kraftwerksbeteiligungen, unterhält überregionale Hochspannungsleitungen, versorgt Privat- und Geschäftskunden in der Stadt Zürich und Teilen des Kantons Graubünden mit Strom, und beliefert insbesondere auch die Verkehrsbetriebe Zürich und die SZU-Uetlibergbahn mit Fahrstrom ab Gleichrichteranlagen. In der Stadt Zürich ist das ewz für den Betrieb der öffentlichen Beleuchtung und der öffentlichen Uhren zuständig. Seit 1999 existiert die Eigenschreibweise ewz als CD-konforme Wort-Bild-Marke.

## Vorgeschichte

### Zunehmender Energieverbrauch
Das kommunale Elektrizitätswerk der Stadt Zürich wurde 1892 auf den Beschluss der Zürcher Gemeindeversammlung hin gegründet. Das Kraftwerk Letten, eines von heute vier Limmatwerken (davon drei im Besitz des ewz), wurde 1892 fertiggestellt und begann am 3. August mit der Abgabe von elektrischer Energie. Die erste elektrische Lampe brannte im Hotel Victoria beim Hauptbahnhof Zürich (Bahnhofplatz Ecke Löwenstrasse, 1931 abgerissen). Bis Ende Jahr glühten im nächtlichen Zürich über 4.000 Lampen.
In der rapide wachsenden Stadt, in der 1893 und 1934 sämtliche angrenzende Dörfer eingemeindet wurden, wuchs der Energiebedarf rasch. Zahlreiche Industriebetriebe wurden in und um Zürich angesiedelt. Gleichzeitig wurden die Dampfeisenbahnen weitgehend von elektrischen Bahnen abgelöst, so dass die Trambahnen und die Uetlibergbahn zu weiteren Abnehmern wurden.
Die Stromnachfrage war mit lokalen Niederdruck-Laufkraftwerken nicht mehr zu decken.

### Expansion in den Kanton Graubünden
Die Stadt Zürich handelte mit dem Kanton Graubünden und örtlichen Gemeindebehörden Verträge zum Bau von Wasserkraftwerken, darunter auch Flusslaufwerke, aus. Der wichtigste Produktionsstandort ist aus diesem Grund bis heute der Kanton Graubünden. Gleichzeitig wird ungefähr ein Drittel der Bündner Bevölkerung direkt oder indirekt vom ewz mit Strom versorgt.

## Kraftwerke
Das ewz besitzt 18 eigene Kraftwerke, die Kraftwerke im Kanton Graubünden teilen sich in die beiden Kraftwerkgruppen Kraftwerke Mittelbünden und Bergeller Kraftwerke, die sechs respektive fünf Kraftwerkszentralen und eine Reihe von Absperrbauwerken (Staumauern, Staudämme) umfassen. Mit Ausnahme von Wettingen (ab 2007) werden seit 2003 alle Produktionsanlagen des ewz von Sils im Domleschg aus überwacht und gesteuert. Beteiligungen der Stadt Zürich an weiteren Kraftwerken werden ebenfalls durch das ewz gehalten.

### Limmatwerke

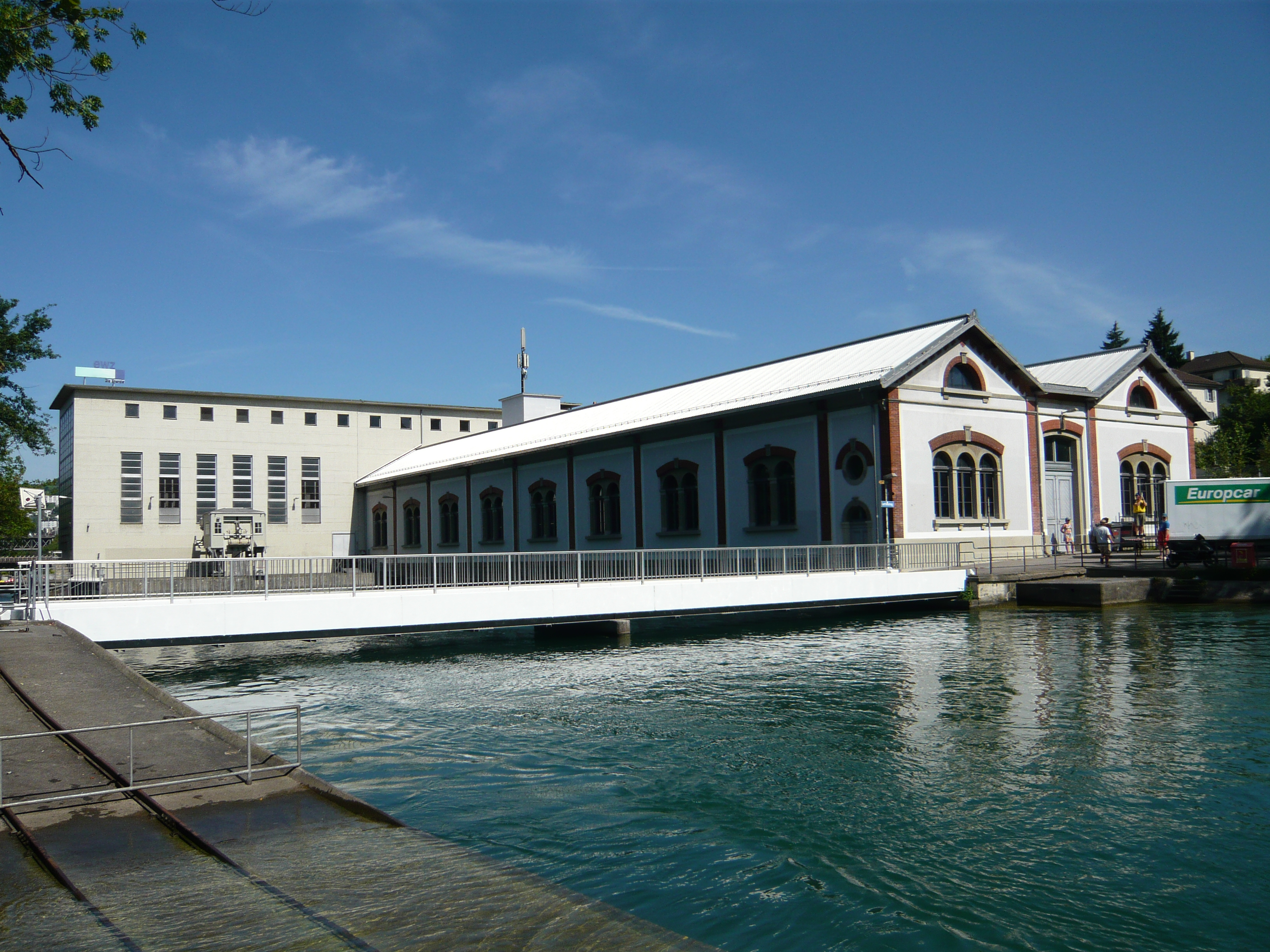
Limmatwerk Letten aus dem Jahr 1878

- Kraftwerk Letten[2]
- Kraftwerk Höngg «Am Giessen»
- Kraftwerk Wettingen

### Kraftwerke Mittelbünden
Lai da Marmorera / Stausee Solis / Heidsee / Julia / Albula
- Kraftwerk Tinizong
- Kraftwerk Tiefencastel Ost
- Kraftwerk Tiefencastel West
- Kraftwerk Sils i. D.
- Kraftwerk Rothenbrunnen
- Kraftwerk Solis

### Bergeller Kraftwerke
Die Bergeller Kraftwerke sind eine Kraftwerksgruppe im Bergell zwischen dem Albignasee auf 2163 Metern Höhe (sowie einem Zufluss vom Fornogletscher) und der Zentrale Castagsegna auf 740 Metern Höhe.
Die Zentralen befinden sich in Castasegna und Bondo im unteren Teil des Tales sowie bei Löbbia auf rund 1400 Metern. Von Löbbia besteht die Möglichkeit, Wasser in den Stausee Albigna zu pumpen. Das Kraftwerk Lizun hat wie die Anlage in Bondo das Qualitätssiegel "naturmade star", da  es ohne weitere Kunstbauten auskommt. Ein Kleinkraftwerk im Val Forno bei Plancanin gehört als östlichste Einheit zur Gruppe.
Der Bau dieser Kraftwerksgruppe begann im Jahr 1958. Während des Baus der Gewichtsstaumauer Albigna wurden rund 1000 Tonnen Zement mit der Rhätischen Bahn bis St. Moritz transportiert. Die Bahngesellschaft reagierte auf den Transportauftrag mit der Bestellung der Lokomotiv-Baureihe Ge 6/6 II.

### Beteiligungen
Hydraulische Kraftwerke
- AG Kraftwerk Wägital (50 %)
- Kraftwerke Oberhasli AG (16,66 %)
- Kraftwerke Hinterrhein AG (19,5 %)
- Blenio Kraftwerke AG (17 %)
- Maggia Kraftwerke AG (10 %)

Thermische Kraftwerke
- Kernkraftwerk Gösgen-Däniken AG (15 %)
- AKEB – AG für Kernenergiebeteiligungen (20,5 %)
  - Kernkraftwerk Leibstadt
  - EDF Kernkraftwerk Bugey 2 + 3
  - EDF Kernkraftwerk Cattenom 1 + 2

Windkraftwerke
- 11 eigene Windparks in Deutschland, Frankreich, Schweden und Norwegen
- 5 Beteiligungen an Windparks

## Versorgungsgebiet im Kanton Graubünden
Das ewz erhielt die Konzession für die Belieferung von den Talschaften im Bündnerland, in denen es Durchleitungsrechte besitzt. Das sind das Bergell, der Oberhalbstein, das untere Albulatal, das Domleschg, die Rheinebene bei Chur und die Lenzerheide. Zu diesem Zwecke verfügt sie über eine Betriebsleitzentrale in Sils im Domleschg. Das ewz ist seit den 1960er-Jahren bestrebt, seine 220-kV-Leitungen auf eine Spannungsebene von 380 kV auszubauen.

### 220-kV-Verbindungsleitungen
- Castasegna–Löbbia (bei Vicosoprano)
- Löbbia–Tinzen

### 380-kV-Verbindungsleitung
- Tinzen–Tiefencastel–Sils im Domleschg (in den Jahren 2006 und 2007 auf 380 kV ausgebaut)

## 380-kV-Leitung Sils–Fällanden

### Zusammenfassung
Im Jahr 1906 wurde die Erschliessung mit Wasserkraftwerken des Kantons Graubünden in Zürich durch eine Volksabstimmung angenommen. Für den Transport der Energie benötigte es den Bau einer Verbindungsleitung von Sils im Domleschg nach Fällanden, der um 1909 getätigt wurde. Vor der Vollendung gab es einen Zwischenfall: Ein Landwirt schnitt mutwillig die Drähte durch; er war der Meinung, er sei für die Enteignung zu wenig entschädigt worden.
Die Energiestrasse wurde zwei Mal schrittweise ausgebaut und ist heute auf ihrer Gesamtstrecke von rund 120 Kilometern als Bündelleitung für 380 kV ausgelegt. Zwischen Niederurnen und Mels wird sie seit 2003 von den Schweizerischen Bundesbahnen mitbenützt. Die Masten mussten dazu erhöht und die Fundamente teils verstärkt werden.

### Ausbauetappen für 380 kV

#### 1960–1980
Da die Energiestrasse ein knapp 40 Jahre dauerndes Ausbauprogramm durchlief, kommen zwischen Eschenbach SG und Sils verschiedene Bauweisen zum Einsatz. In den 1960er-Jahren begannen die Ausbauarbeiten bei Mastrils und Chur. Die Einfachleitung wurde – mit Hilfe von Helikoptern – zu einer Bündelleitung ausgebaut, und es kamen erstmals V-förmige Isolatoren zum Einsatz. Das heisst, dass die Leiterseile jeweils an zwei schräg hängenden Isolationsstangen befestigt sind. In der Sarelli wurde zur Unterquerung der Rheintalleitung ein Donaumast (am Rhein) errichtet.
Im Jahr 1961 wurde in Benken SG ein fernbedientes Unterwerk für 220 kV erstellt. Seither verzweigen sich dort die Energiewege nach Fällanden und Samstagern. Nach über 30 Betriebsjahren wurde eine Sanierung der Station notwendig. Im April 1994 bewilligte das Zürcher Stimmvolk einen Kredit von 74,55 Millionen Franken, um die bisherige 220-kV-Anlage durch eine neue 380-kV-Freiluftanlage zu ersetzen. Dort beginnen der 220-kV-Stromkreis nach Samstagern, der dort die 220-kV-Leitung Samstagern–Frohalp speist, und die 380-kV-Leitung Benken–Mettlen als Ausgleichsleitung. Die Bodenbeschaffung aus Lehm, Torf, Silt und Sand erweist sich als ungünstig. In der Folge mussten Einrichtungsgegenstände wie Leitungsträger, Apparategerüste, Transformatoren, Gleisanlagen, Ölabschneider, Trafopumpwerk und das neue Betriebsgebäude auf Pfählen erstellt werden.
Der Ausbau auf 380 kV wurde in den 1970er-Jahren fortgesetzt. Im Kanton Zürich sind die Masten auf 1972 und 73 datiert. 1972 wurde auch das Teilstück der Autobahn A13 und dem Rhein entlang – mit einem Mast auf dem Areal der Autobahnraststätte Heidiland – ausgebaut. 1976 folgte der Abschnitt durch das Domleschg.

#### Ausbauarbeiten in der Linthebene und am Walensee

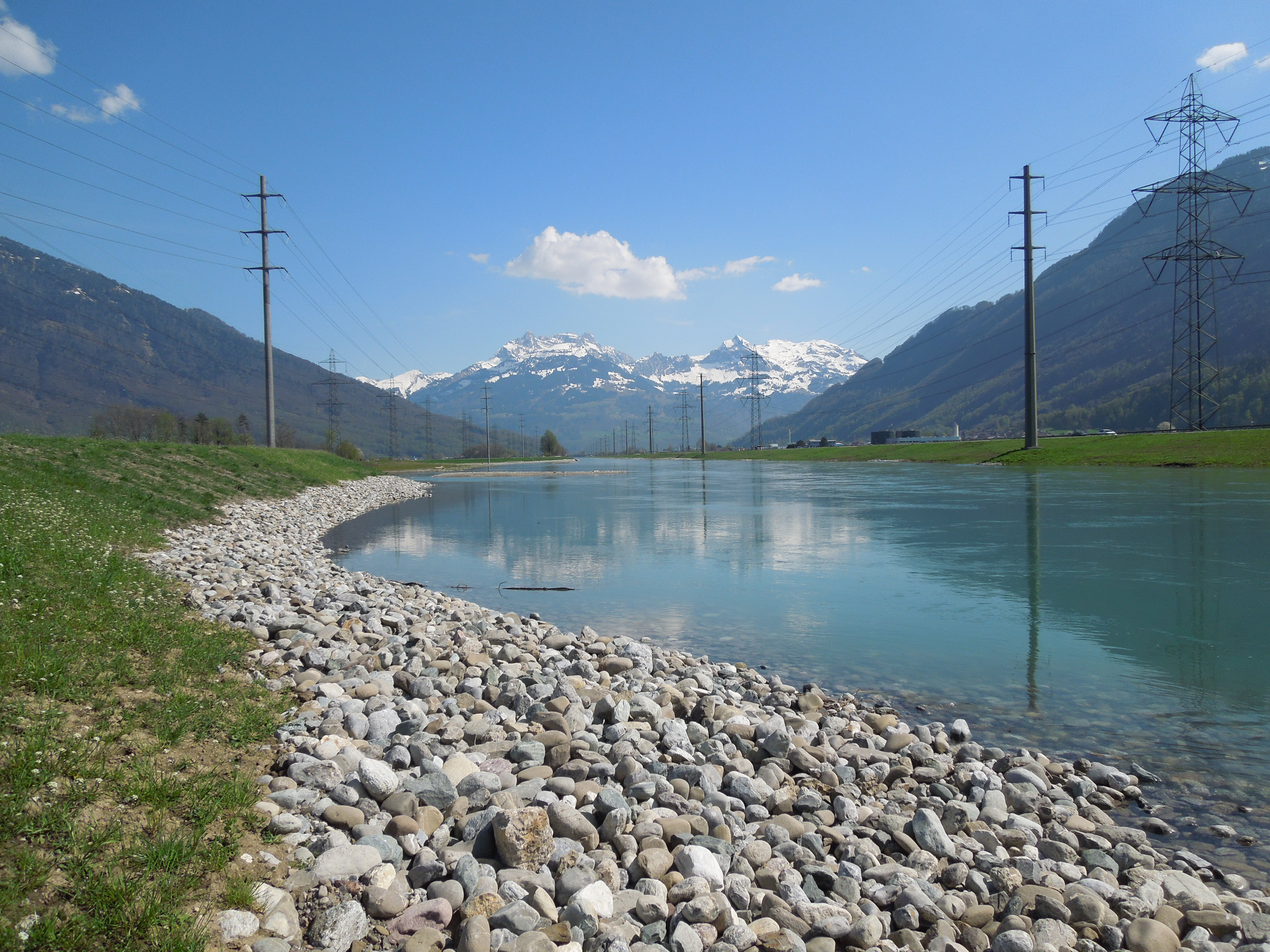
Die Leitung Sils–Fällanden (rechts) mit V-förmigen Isolatoren am Linthkanal

In den 80ern folgten auch Ausbauarbeiten am Walensee. Das missfiel teils Grundeigentümern, so dass sie die Angelegenheit vor das Bundesgericht zogen. Die Leitung wurde aber als gesetzeskonform gewertet, und die Kläger hatten die Verfahrenskosten zu zahlen.

#### Die letzte Etappe
Die alte 220-kV-Leitung führte nordöstlich an Plons vorbei. Seit 1994 begibt sich die 380-kV-Leitung an vier Donaumasten von der Sax nach Oberplons und von dort aus – wieder an Tonnenmasten – in die Schlings.
Die letzte Etappe – von der Schlings nach Vilters – war die schwierigste und wurde daher zuletzt bewältigt. Die alte 220-kV-Leitung durchquerte noch den Vilterserberg und tangierte das Dorf Vilters, während die neue 380-kV-Leitung mit einem grossen Umweg erstellt wurde. Die ersten Masten wurden 1994 in der Rheinebene bei Sargans und weitgehend der Saar und der 380-kV-Leitung Bonaduz–Breite entlang erstellt, blieben aber ungefähr zwei Jahre ungenutzt, da sich die Linienführung über dem Weisstannental als besonders schwierig herausstellte. Zwei aufeinander folgende Masten stehen dort einen knappen Kilometer voneinander entfernt. Diese Tragwerke stehen auf 760 m ü. M. und 900 m.

### Konstruktion / Design
Die meisten Tonnenmasten unterscheiden sich durch senkrechte Verstrebungen in den Auslegern von den 380-kV-Tragmasten der NOK.
Die Leitung wurde im Domleschg anlässlich ihres Ausbaus für 380 kV mit der regionalen ewz-Feinverteilleitung zusammengelegt. Ausserdem kommen in den 1980er und 1990er Jahren erstellte Donaumasten zwischen der Autobahnraststätte Heidiland und Vilters sowie bei Mels-Plons zum Einsatz. Ansonsten ist die Leitung mit Tonnenmasten ausgestattet. Bei Flums durchquert die Energiestrasse ein Wohn- und Industriequartier. Dort mussten die beiden 380-kV-Stromschleifen etwas erhöht werden. Daher wurden mit dem Einbau der SBB-Stromschleife zylinderförmige Zwischenstücke unter dem untersten Ausleger angebracht. Insgesamt kommen rund 500 Masten zum Einsatz.

### Linienführung

#### In den Alpen

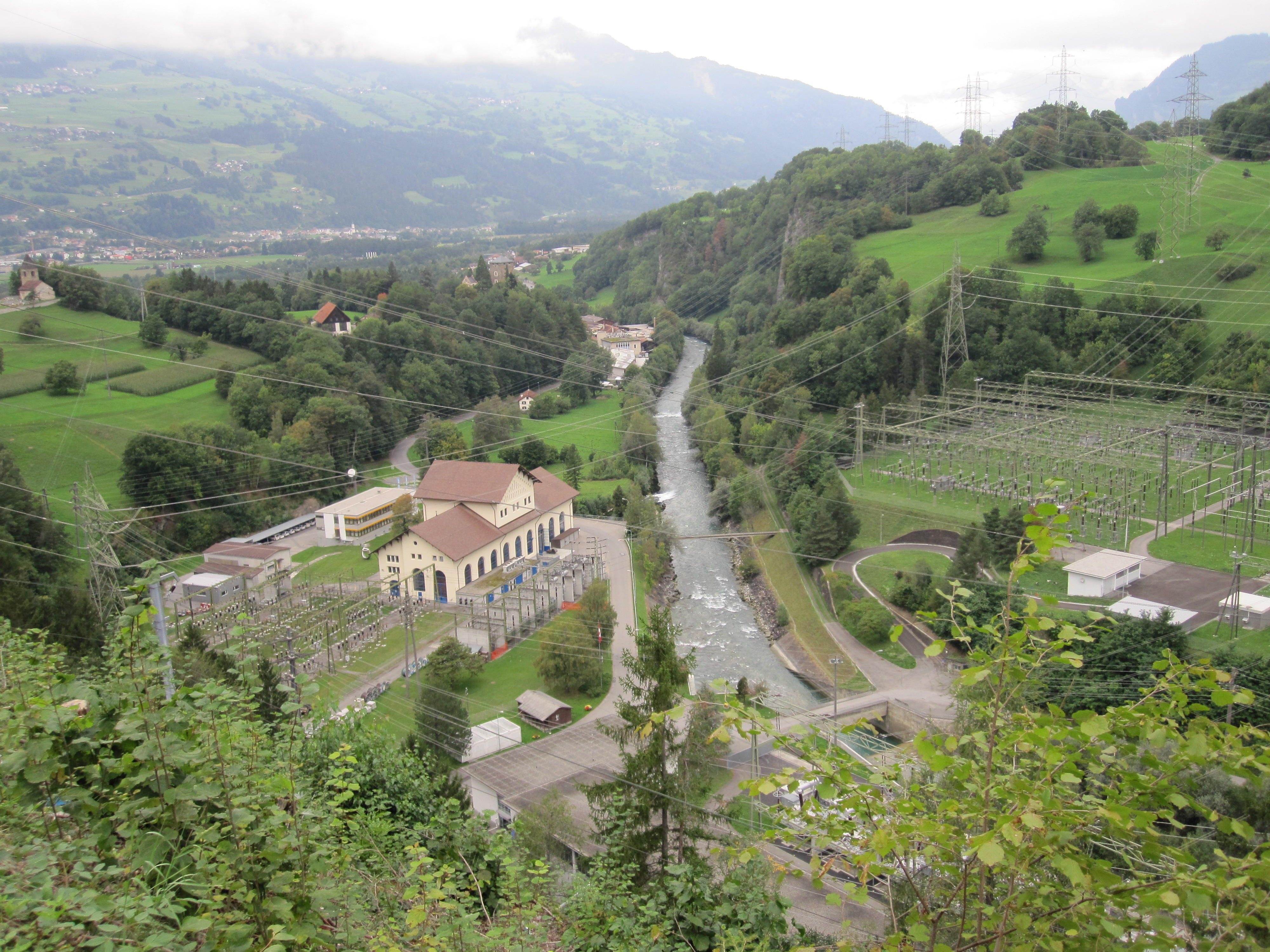
Anlage der ewz in Sils im Domleschg

Die Leitung Sils–Fällanden durchquert das Domleschg, das Rheintal bei Chur und das Seeztal. Von der Ortsbezeichnung Sax bis auf die Höhe von Flums verläuft sie parallel zur Seez. Dann tangiert sie die Raischibe auf deren Südseite und folgt dem linken Ufer des Walensees.

#### In der Linthebene
Sie ist eine der fünf Fernleitungen, die parallel die Linthebene durchqueren: Nordöstlich des Biberlichopf und dem Linthkanal entlang werden 380-kV-, 220-kV- und Feinverteilleitungen gleichzeitig geführt. Dort kann es stark winden – meist bläst ein Westwind. Das führt unter Umständen dazu, dass die sonst senkrechten Isolatoren ungewollt in eine Schräglage geraten. Deshalb kommen wie bei fast allen 380-kV-Leitung an vielen Masten Doppelisolatoren zum Einsatz. 1980 wurde die Leitung von den Giessen bei Benken bis zum Fuss des Kerenzerbergs für ihre heutige Spannungsebene ausgebaut. Dem Linthkanal und der Autobahn entlang wurden Tonnenmasten mit hakenförmigen Isolatoren gebaut. Die neue Bündelleitung wurde für kurze Zeit zu einer «Seilbahn». Die Freileitungsmonteure verwendeten kleine Gondeln, die an den parallel verlaufenden Seilen befestigt waren. So wurden die Zwischenstücke eingebaut, die seither je 2 Seile pro Stromkreis zusammenhalten.

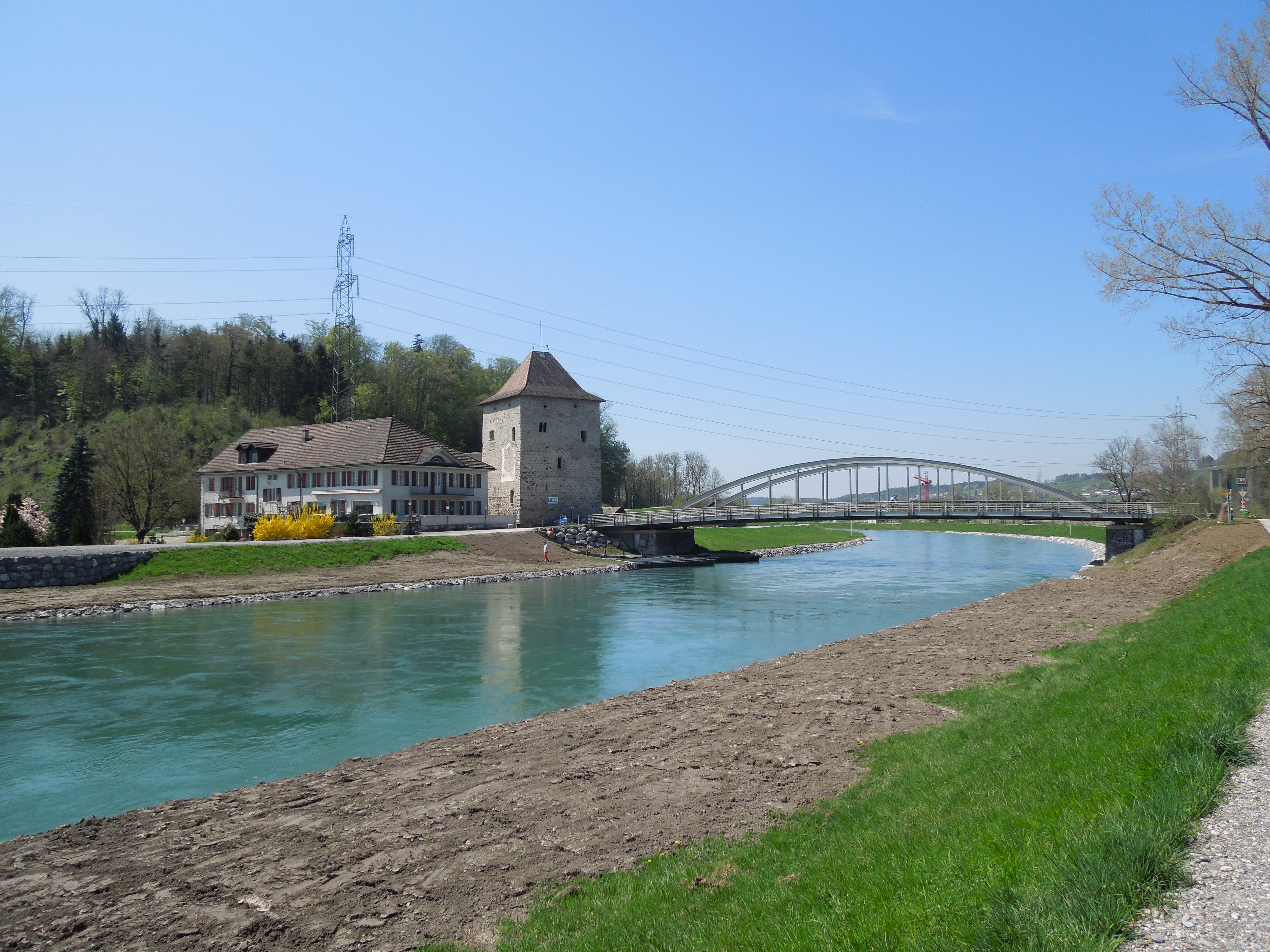
Die Leitung Sils–Fällanden tangiert den Buchberg und überquert anschliessend den Linthkanal.

#### Im Unterland
Ab Benken geht die Energiestrasse ihren eigenen Weg auf der rechten Seite des Zürichsees. Sie tangiert zwischen Uznach und Tuggen den Buchberg und durchquert anschliessend die Gemeinden Schmerikon und Eschenbach und das Zürcher Oberland. Sie verläuft auf der linken Seite des Greifensees, bevor sie in Fällanden im Unterwerk an der Dübendorferstrasse endet.

## Weitere Verbindungsleitungen (Auszug)

### 380-kV-Leitung Benken–Mettlen

#### Linienführung

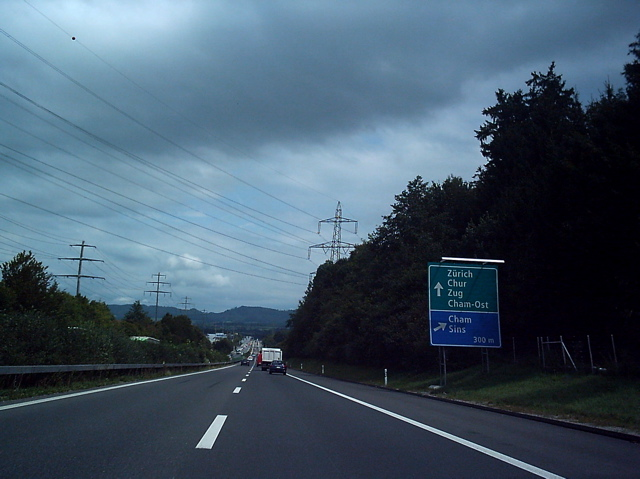
Die Leitung Benken-Bettlen mit der Autobahn A4

Das der Stadt Zürich gehörende Unterwerk Benken wurde Mitte der 1990er Jahre von 220 kV auf 380 kV ausgebaut. Es handelt sich um die Zwischenstation der Leitung Sils–Fällanden. Deren Ausbau war der letzte Schritt im Ausbauprogramm der Leitungsstrecke Sils–Benken–Samstagern–Mettlen. Allerdings besteht zwischen Benken und Mettlen keine Verbindung mehr nach Samstagern. Drei 220-kV-Stromkreise führen von Benken nach Samstagern und speisen die Leitung Samstagern–Frohalp.
Drei Stromkreise der Nordostschweizerischen Kraftwerke verbinden das Unterwerk Grynau mit der Station Mettlen. Die noch heute für 220 kV ausgelegte dreipolige Leitung tangiert den Buchberg bei Tuggen und gesellt sich bei Siebnen zur Leitung Benken–Mettlen. Auch ein Ausbau der Linie Grynau–Mettlen befindet sich in der Vernehmlassung.

#### Unmut über die Hochspannungsleitung
Die Leitung Benken–Mettlen ist eine der umstrittensten Energiestrassen der Schweiz. Im Kanton Zug regte sich seitens der Anwohnerschaft Unmut über Elektrosmog. Die Gegner organisierten sich in einem Verein und verklagten die ewz sowie die Mitbenutzerin NOK; schlussendlich wurde die Leitung als gesetzeskonform gewertet.
Lokalpolitiker und andere Einwohner der Gemeinde Baar fordern eine Verlegung der Leitung unter den Boden, was die Betreiber ewz und NOK jedoch ablehnen. Eine entsprechende Beschwerde von Grundbesitzern wurde im Oktober 2006 vom Bundesgericht abgewiesen. Die Beschwerdeführer beabsichtigten darauf, ihre Klage beim Europäischen Gerichtshof für Menschenrechte in Strasbourg zu deponieren.

### 220-kV-Leitung Innertkirchen–Mettlen

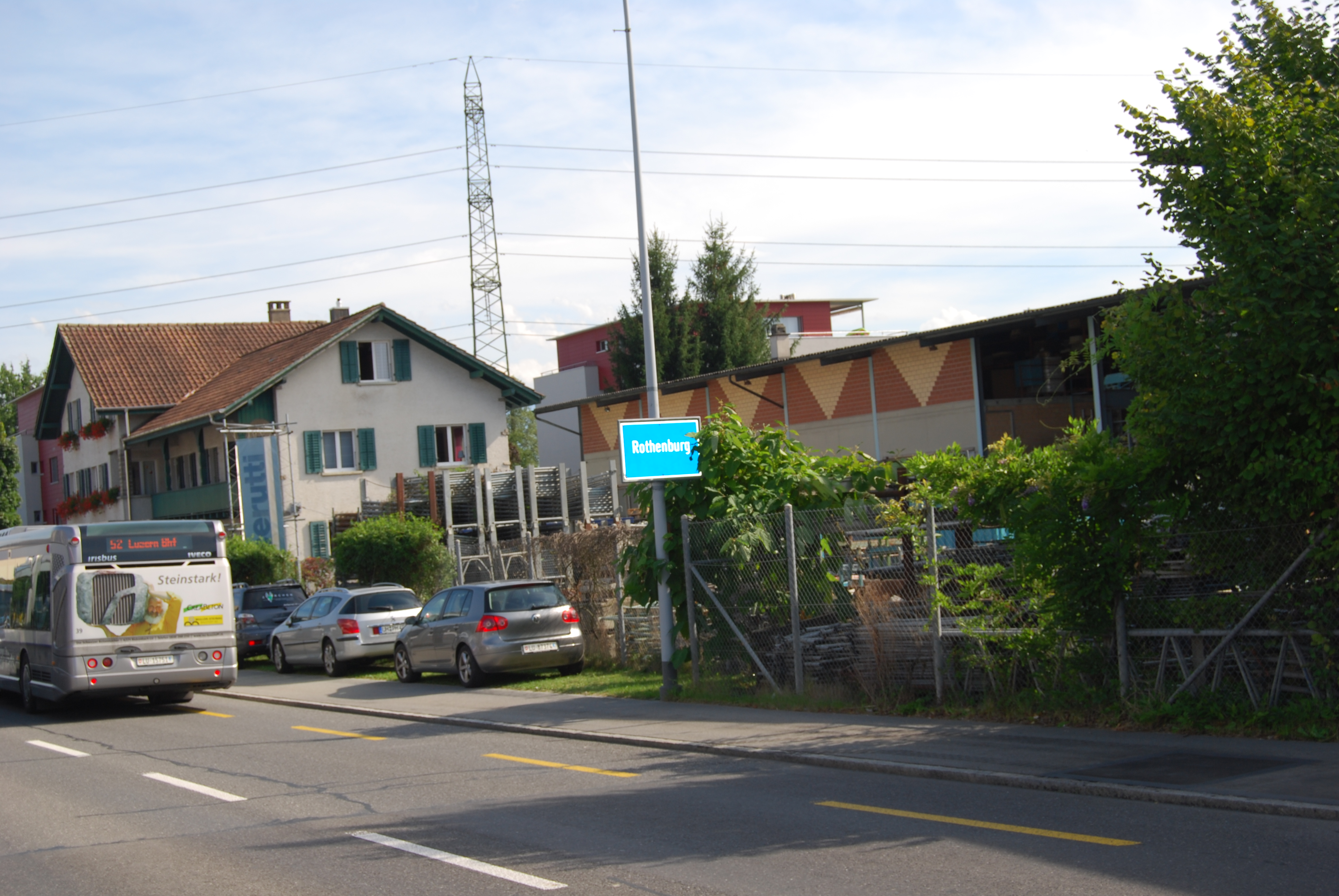
Die für 380 kV ausgelegte Teilstrecke der Leitung Innertkirchen–Mettlen in Rothenburg

In Mettlen bei Inwil (Luzern) wird ein Gemeinschaftsunterwerk von der Gesellschaft für den Bau und Betrieb der Station Mettlen betrieben. Eine ewz-eigene 220-kV-Leitung transportiert Strom von den Kraftwerken Oberhasli nach Mettlen und anschliessend über Obfelden nach Zürich. Die Leitung Innertkirchen–Mettlen gehört zur Hälfte der BKW Energie, die auch die Abzweigung von Hellbühl nach Littau betreibt. Zu diesem Abzweig gehört auch der höchste Fertigbetonmast der Welt. Auch dort gab es Probleme mit Grundbesitzern, die eine Enteignung nicht hinnehmen wollten. Die Masten bestehen dort aus je zwei Betonpfeilern und einer 2-Eben-Anordnung. Von dieser Abzweigung nach Mettlen ist die ewz- und BKW-Leitung seit 1988 für 380 kV ausgelegt und enthält mit der Leitung Sils–Fällanden baugleiche Tonnenmasten und wenige Donaumasten bei Mettlen. Ein Ausbau der gesamten Leitungsstrecke befindet sich in der Vernehmlassung.
Fortsetzungen:
- Mettlen–Obfelden
- Obfelden–Birmensdorf

### 220-kV-Leitung Samstagern–Frohalp
Auf der Frohalp nahe der Brunau endet die vorgenannte 220-kV-Leitung von Samstagern. Es gelang bis anhin nicht, die ganze Leitungsstrecke auf 380 kV auszubauen. Dieser Ausbau ist auch bis auf weiteres nicht denkbar, da sie von einem 220-kV-Unterwerk abgeht. Die Leitung Samstagern-Frohalp führt am Hirzel vorbei und tangiert das Sihltal zwischen Sihlbrugg und Langnau. In Samstagern und in der Agglomeration Zürich (in Gattikon bei Thalwil und in Adliswil) durchquert sie Siedlungsgebiete. Eine Besonderheit ist der Universaltragmast aus Beton, mit dem die Leitung zugunsten einer Sportanlage bei Thalwil erhöht wurde.

## Zürich wird Energiestadt – auf dem Weg zur 2000-Watt-Gesellschaft
Im Jahr 2000 wird Zürich als eine der ersten grösseren Städte mit dem Energiestadt-Label des Vereins Energiestadt ausgezeichnet. 2005 erhält Zürich den «European Energy Award Gold». 2006 setzte sich der Zürcher Stadtrat das von der ETH Zürich entwickelte Konzept der «2000-Watt-Gesellschaft» als Legislaturziel bis 2010.
Seit 2006 gilt beim ewz die freie Stromwahl zwischen ökologischen und konventionellen Stromprodukten, gleichzeitig erhalten sparsame Betriebe 10 % Rabatt auf der Strom- und Wärmerechnung, wenn sie dazu eine Zielvereinbarung eingehen. 2008 beteiligt sich das ewz an einem Grosswindpark im deutschen Bundesland Brandenburg. Der von dort bezogene Strom wird unter dem Qualitätszeichen «naturemade star» ins lokale Netz eingespeist. Ab 2012 bezieht das ewz-Solarstrom aus dem weltweit ersten kommerziellen Solarthermiekraftwerk bei Murcia in Spanien.
Der Strommix von ewz  setzt sich aus 76,4 % Wasserkraft, 15,54 % Windenergie, 0,57 % Biomasse, 0,79 % Sonnenenergie und 6,7 % gefördertem Strom zusammen (Stand 2021).